# DOSBox
 (octobre 2019).
Si vous disposez d'ouvrages ou d'articles de référence ou si vous connaissez des sites web de qualité traitant du thème abordé ici, merci de compléter l'article en donnant les références utiles à sa vérifiabilité et en les liant à la section « Notes et références ».
DOSBox est un émulateur simulant un environnement compatible MS-DOS dans le but d'exécuter des jeux vidéo développés autrefois pour ce système. Certains de ceux-ci ne pouvant pas fonctionner correctement sur des systèmes d'exploitation récents ou sur des architectures matérielles différentes. DOSBox est un logiciel libre et disponible sur de nombreux systèmes d'exploitation, tels que Linux, FreeBSD, Android, MS Windows, Mac OS X et BeOS.

## Caractéristiques
DOSBox est un émulateur de machine complète et non un programme conçu pour simplement rendre un logiciel compatible sur différents systèmes comme dosemu ou l'émulation DOS de Windows et OS/2, qui dépendent des capacités de virtualisation des processeurs de la famille Intel 80386. Il ne requiert ni un processeur x86, ni une copie de MS-DOS ou n'importe quel autre DOS pour fonctionner et il peut exécuter des jeux qui exigent que le processeur soit en mode réel ou mode protégé.
DOSBox propose une émulation graphique sur plusieurs modes : Mode texte, Hercules, CGA (incluant le mode composé et le mode ajusté 160x100x16), Tandy, EGA, VGA (incluant le Mode X et d'autres ajustements), VESA et une émulation S3 Trio 64 complète.
Niveau son, DOSBox permet d'émuler Adlib, PC speaker, Tandy, Sound Blaster, CMS, Disney Sound Source et Gravis Ultrasound.
DOSBox offre la possibilité de monter un lecteur virtuel (disque dur, CD/DVD) permettant de lancer le programme comme si le CD/DVD était inséré (si c'est nécessaire) ou d’accéder directement à un répertoire comme s'il était sous la racine C: (en le montant sur une autre lettre).
DOSBox permet également l'émulation d'un modem via TCP/IP, permettant de jouer à des jeux DOS requérant un modem, via Internet. Simulation du Internetwork packet exchange permettant de jouer aux vieux jeux DOS IPX multijoueurs sur Internet.  Enfin, les ports Win32 supportent un accès direct aux ports en série.